# 모이얼구

모이얼 구의 위치

모이얼구(영어: Moyle District, 아일랜드어: Ceantar na Maoile)는 2015년까지 존재했던 북아일랜드의 옛 구였다. 행정 중심지는 밸리캐슬이며 면적은 480km2, 인구는 17,000명(2010년 기준), 인구 밀도는 35명/km2이다.

## 구 정보
- 행정 중심지: 밸리캐슬
- 면적: 480km2
- 인구: 17,000명 (2010년 기준)
- 인구 밀도: 35명/km2
- ISO 3166-2 코드: GB-MYL
- ONS 코드: 95E
- 종교 분포: 천주교 60.3%, 개신교 38.3%